# Streptocarpus modestus
Streptocarpus modestus är en tvåhjärtbladig växtart som beskrevs av L.L. Britten. Streptocarpus modestus ingår i släktet Streptocarpus och familjen Gesneriaceae. Inga underarter finns listade i Catalogue of Life.

## Bildgalleri

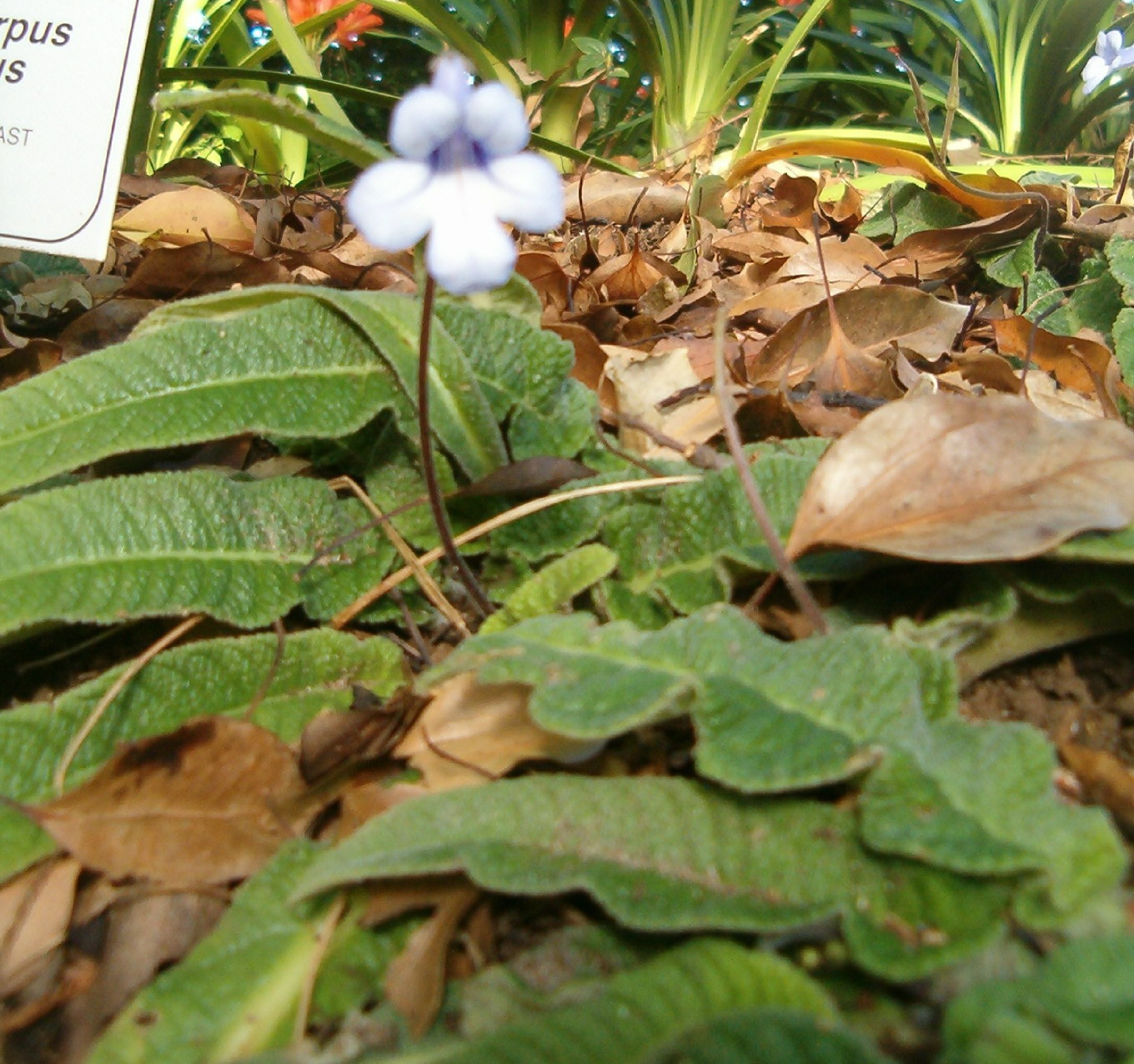
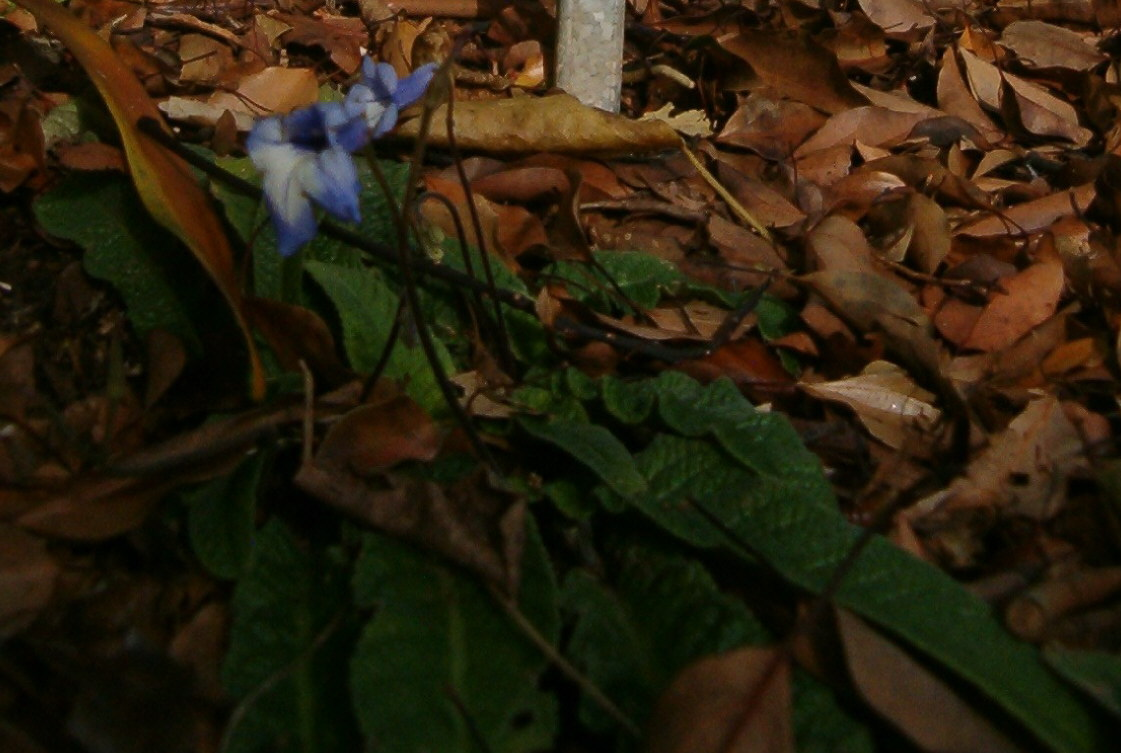
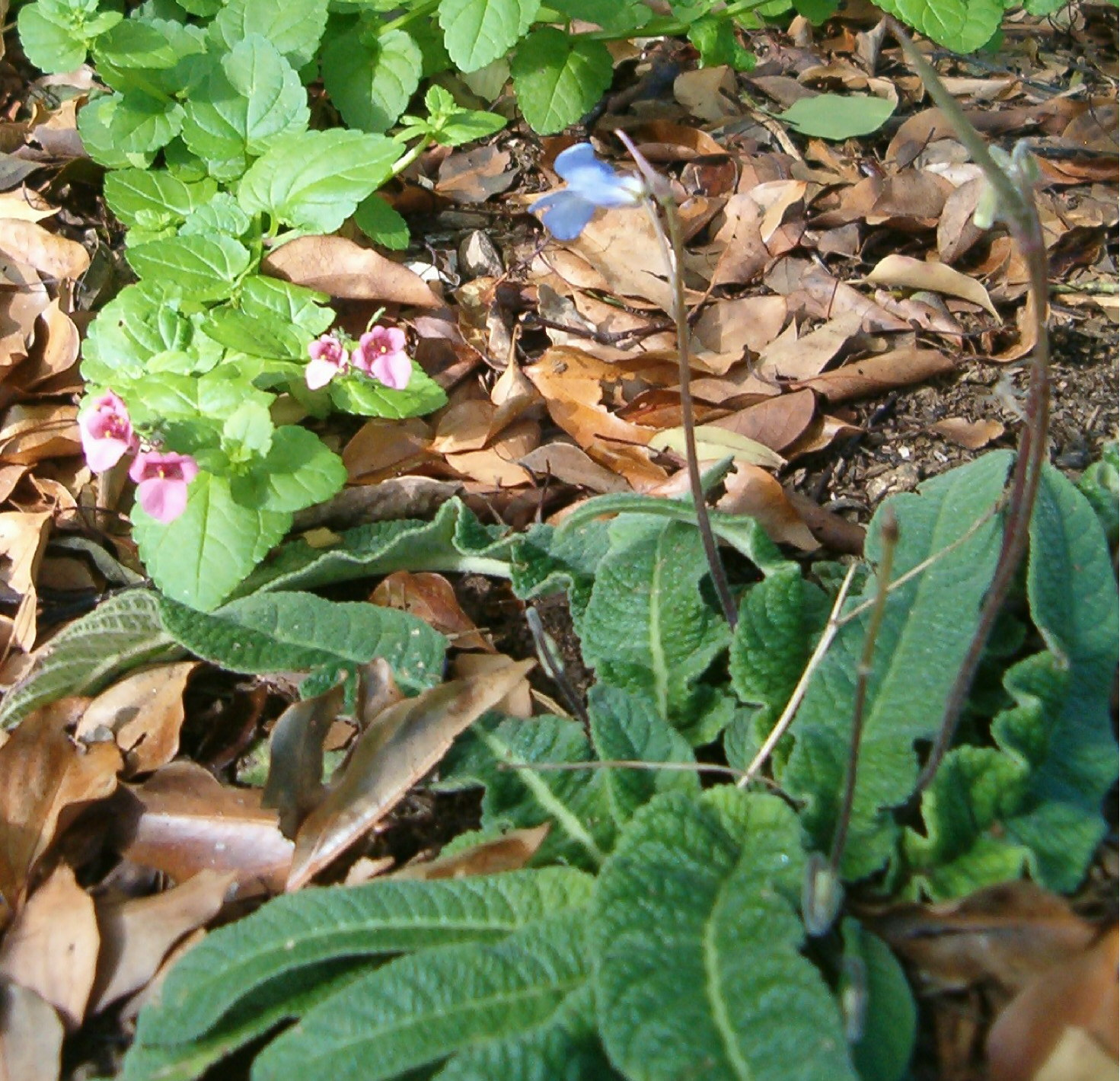
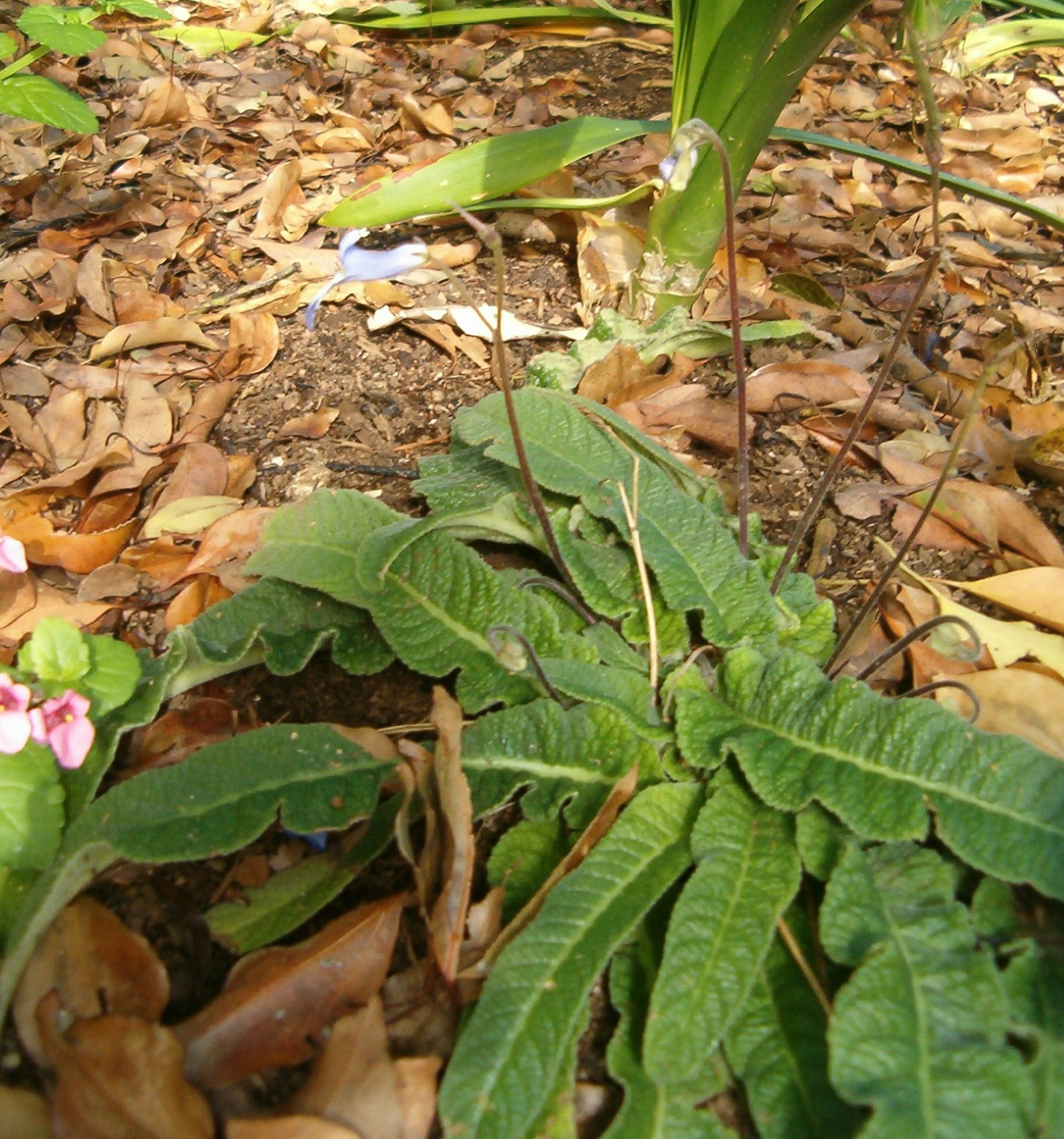
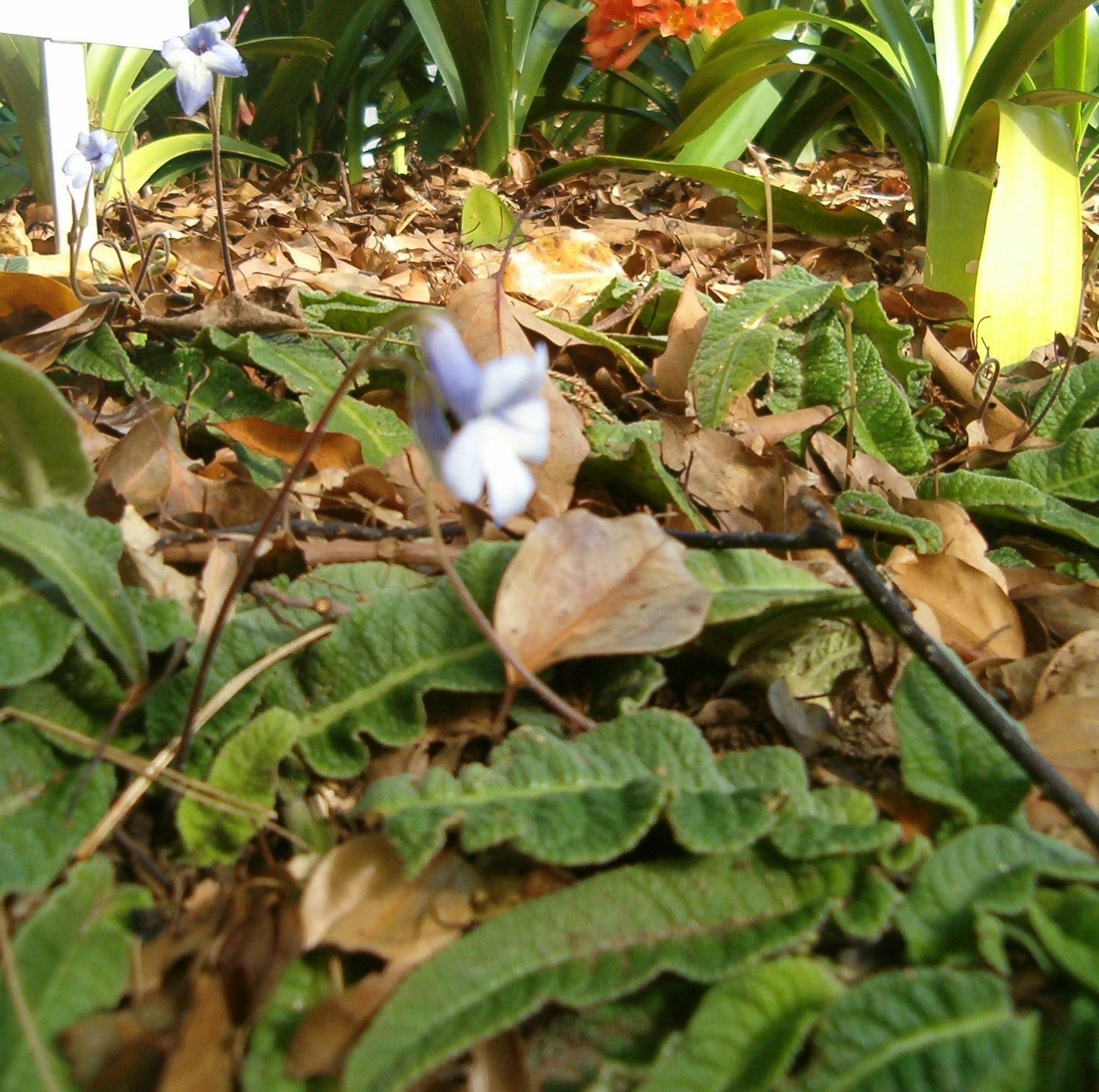
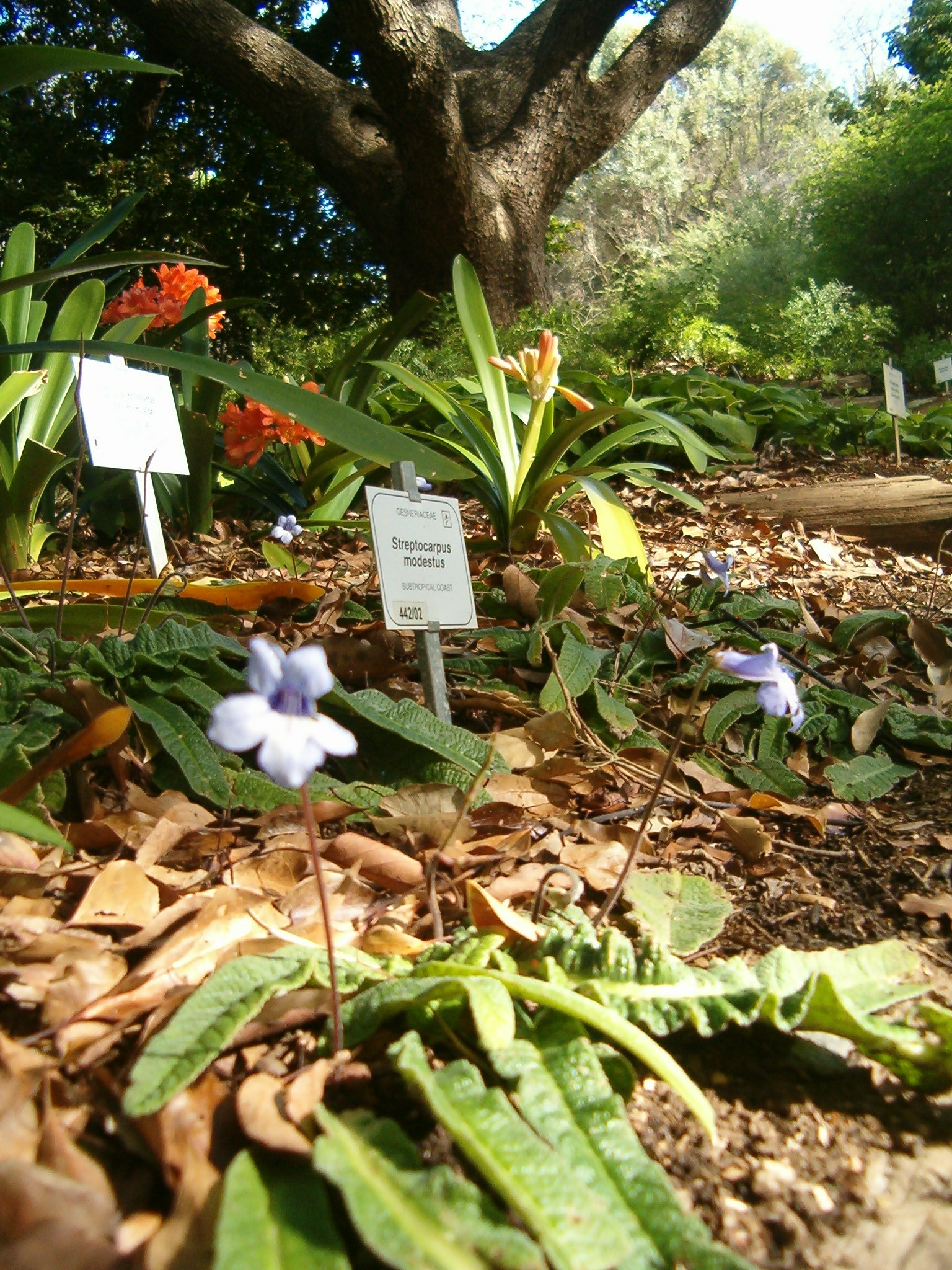